# Giuseppe Crivelli (Ruderer)
Giuseppe Luca Antonio Crivelli (* 18. Oktober 1900 in Zara, Istrien; † 2. Juni 1950 in Sondalo) war ein italienischer Ruderer.

## Werdegang
Giuseppe Crivelli wurde zusammen mit Luigi Miller, Carlo Toniatti, Simeone Cattalinich, Petar Ivanov, Francesco Cattalinich, Bruno Sorich, Latino Galasso und Vittorio Gliubich 1923 Europameister im Achter. 
Bei den Olympischen Sommerspielen 1924 in Paris gingen die Italiener in der Achter-Regatta mit der gleichen Besatzung an den Start, einzig Antonio Cattalinich, der Luigi Miller ersetzte, war neu im italienischen Achter. Die Crew gewann die Bronzemedaille.